# Curriculum for Excellence
El Curriculum for Excellence (currículum para la excelencia) es el Plan Nacional de Enseñanza de Escocia para los alumnos de los 3 a los 18 años. Se desarrolló a partir de 2002 en un Debate Nacional sobre Educación realizada por el Ejecutivo escocés sobre la educación escolar. En respuesta al Debate Nacional, los ministros establecieron un Grupo de Revisión Curricular en noviembre de 2003 para identificar los efectos de la educación en los alumnos de 3 a 18 años y así determinar los principios fundamentales que se deben aplicar en un rediseño del currículum. Este trabajo dio lugar a la publicación del documento en noviembre de 2004 Un currículum para la excelencia. Este documento tiene cuatro objetivos fundamentales de la educación; convertir a los jóvenes en "estudiantes exitosos, individuos confidentes, ciudadanos responsables y colaboradores eficaces". El currículum para la excelencia se implementó en las escuelas en el 2010-2011. Su implementación fue supervisada por la Educación de Escocia. En los concejos de Escocia y las escuelas tienen la responsabilidad por lo que se enseña en las escuelas, y ellos tienen las directrices nacionales y consejos para tomarlo en cuenta.
Una revisión se llevó a cabo por la OCDE, encargado por el gobierno escocés para mirar la amplia cultura general.

## Críticas
Antes de su introducción, muchos profesionales docentes de Escocia, incluyendo los docentes del Educational Institute of Scotland (EIS) y sus miembros creían que el currículum de Excelencia era muy pobre, en lo relacionado con los "resultados y experiencias". Por esta impresión existe el temor de que podría dar lugar a una falta de claridad en lo que se esperaba de los profesores en el aula, la evaluación y el logro de los alumnos. En la actualidad (enero de 2013), el currículum de Excelencia se encuentra al término de la escuela del primer año de funcionamiento y siguen existiendo preocupaciones acerca de las evaluaciones.
Las inquietudes iniciales condujeron a las autoridades locales escocesas de East Renfrewshire a calificar como Educación exitosa, aunque retrasaron la aplicación de la fase de la escuela secundaria del nuevo currículum de excelencia por un año. Algunas escuelas independientes de Escocia, incluyendo St. Aloysius College, en Glasgow, optaron por hacer lo mismo. La St George's School for Girls (Escuela San Jorge para niñas), una escuela independiente en Edimburgo, decidió no adoptar el currículum de Excelencia y ofreció el General Certificate of Secondary Education (Certificado General de Educación Secundaria) para alumnos que cursan el cuarto año (Inglés inferior 5) a partir de 2013.